# Pis-Bajon
Pis-Bajon est une ancienne commune du Gers. En 1822, elle est démantelée ; ainsi, Pis est rattaché à Bellegarde et Bajon fusionne avec Bézues pour former la commune de Bézues-Bajon. 

## Démographie
| 1793 | 1800 | 1806 | 1821 |
| ---- | ---- | ---- | ---- |
| 224  | 247  | 282  | 305  |